# Tauraco persa
Il turaco verde, turaco della Guinea o turaco di Guinea (Tauraco persa Linnaeus, 1758) è un uccello della famiglia dei Musophagidae.

## Sistematica
Tauraco persa ha tre sottospecie:
- Tauraco persa buffoni
- Tauraco persa persa
- Tauraco persa zenkeri

## Aspetti morfologici
Lungo circa 43 cm compresa la lunga coda, è un uccello inconfondibile per il piumaggio completamente verde, a parte il piccolo ma robusto becco rosso e il contorno degli occhi rosso e bianco. Presenta una cresta verde. In volo si distinguono le penne primarie rosse.

## Distribuzione e habitat
Questo uccello è presente nell'Africa occidentale, dal Senegal all'Angola. Vive nelle foreste.

## Biologia
Si ciba di frutta e di germogli.
Costruisce un nido sulla cima di alberi alti. La femmina depone due uova.